# Dihairesis

Platons Definition des Begriffs „Angelfischerei“

Die Dihairesis (altgriechisch διαίρεσις, hier für „Begriffseinteilung“) ist eine in der antiken Logik verwendete Form und Methode der Klassifikation, die es möglich macht, Begriffe in einem System zu ordnen und Begriffe zu definieren. Ein einfaches Beispiel für eine Dihairesis wäre die Unterteilung des Begriffs „Möbel“ in die Unterbegriffe „Tische“, „Sessel“ usw.
Bei Platon ist die Dihairesis eine logische Methode, mit der ein Begriff bestimmt werden kann, indem ein allgemeinerer Begriff solange in (mindestens zwei) Unterbegriffe unterteilt wird, bis man eine Definition des gesuchten Begriffs angeben kann. Außer der Definition eines Begriffs hat sie auch eine hierarchisch geordnete Gliederung von Ober- und Unterbegriffen zum Resultat.
Begründer der Dihairesis war Platon, der im 4. Jahrhundert v. Chr. auch als erster eine Anleitung für die Durchführung einer Dihairesis gegeben hat. Auch spätere antike Logiker (etwa Aristoteles) haben sich zur dihairetischen Begriffseinteilung geäußert, darüber hinaus wurden auch in anderen Wissenschaften bald ähnliche Methoden angewendet, etwa in der antiken Biologie zur Einteilung der Pflanzen. Heute spielen andere Klassifikationsmethoden eine wichtige Rolle in den verschiedenen Wissenschaften. Die Dihairesis hat nur noch historische Bedeutung. Ihre Behandlung beschränkt sich heute auf die philosophiegeschichtliche Fachliteratur.

## Übersetzung
Das griechische Wort διαίρεσις dihaíresis kann mit „Trennung“, „Unterscheidung“ oder „Einteilung“ übersetzt werden. Es ist eine Substantivierung des Verbs dihairéin („auseinandernehmen, trennen, (zwei-)teilen, unterscheiden“), welches sich aus hairéin („nehmen“) und der Vorsilbe diá- („auseinander-“) zusammensetzt. Die Römer haben das griechische Wort mit divisio übersetzt. Die englische Übersetzung ist division.

## Beispiel
Ausgangspunkt der Methode der Dihairesis ist die Frage nach der Definition eines beliebigen Begriffs, etwa: Was ist ein Angelfischer? Um die Definition des Angelfischers zu finden, stellt man zunächst einen Oberbegriff auf: Der Angelfischer übt eine Kunstfertigkeit aus. Anschließend wird der Oberbegriff in Arten geteilt: Es gibt erwerbende und herstellende Kunstfertigkeiten. Dann wird der gesuchte Begriff einer der zwei Arten des Oberbegriffs untergeordnet: Der Angelfischer übt eine erwerbende Kunstfertigkeit aus. Nun wird die Art selbst so lange in ihre Unterarten weiter unterteilt, bis die unterste, nicht mehr teilbare Art (das atomon eidos) erreicht ist. Aus den zwei untersten Arten (Harpunenfischerei und Angelfischerei) und ihrem Oberbegriff (verwundende Fischerei) kann nun die genaue Definition des gesuchten Begriffs gebildet werden: Die Angelfischerei ist die Kunstfertigkeit einer verwundenden Jagd auf Fische mit einem Haken, bei Tage, zum Zweck des Erwerbs.

## Platon

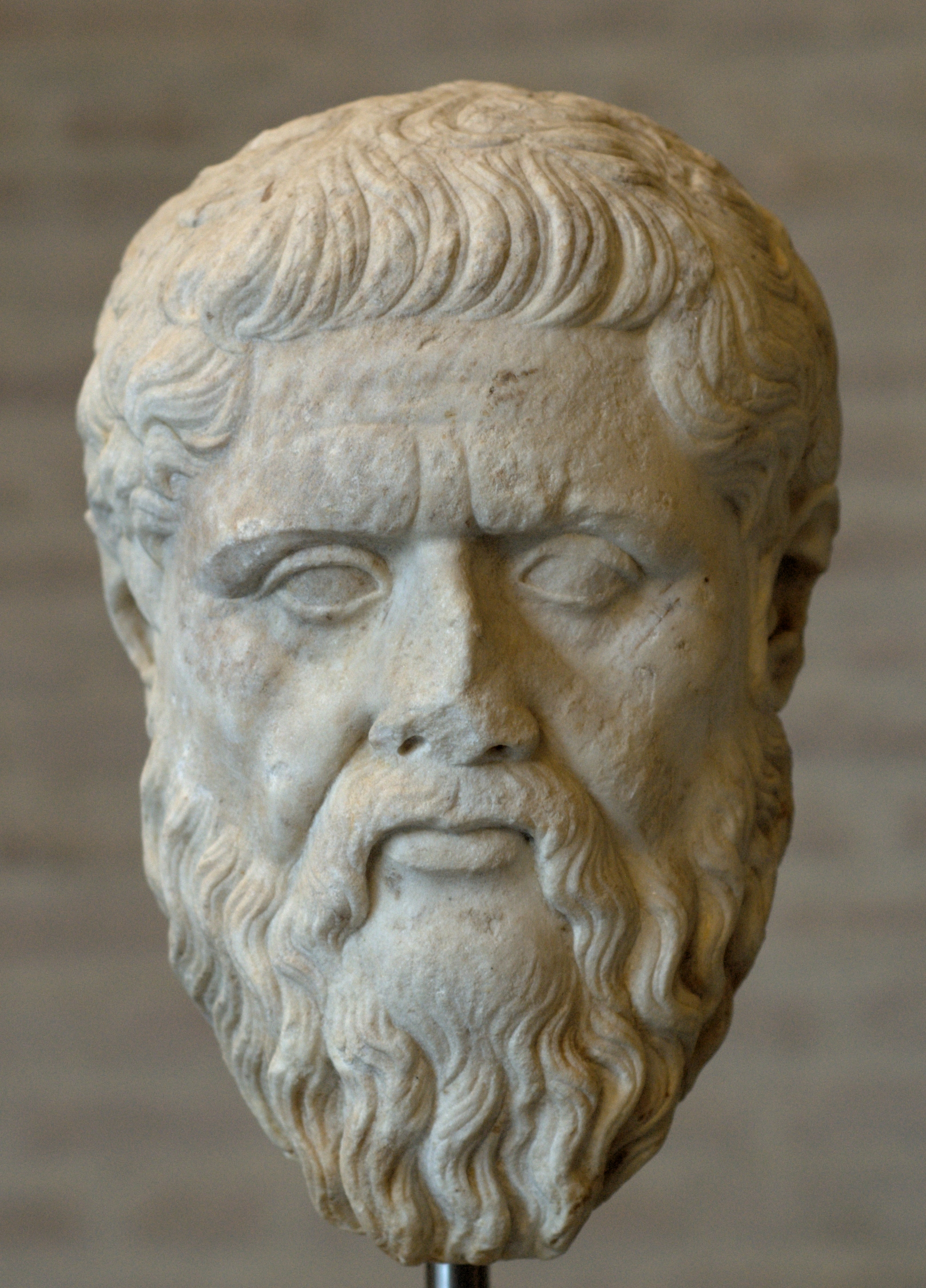
Platon

### Entstehung der Methode
Unbekannt ist, ob bereits vor Platon bewusst Begriffseinteilungen aufgestellt wurden. So reichen die unterschiedlichen Vermutungen über mögliche Vorläufer bis zu Homer (8. Jahrhundert v. Chr.) zurück. Plausibler ist jedoch, dass Platon die Methode der Dihairesis aus der antiken Wissenschaft übernommen hat. So wurde behauptet, die Dihairesis habe in der Mathematik schon vor Platons Zeiten eine Rolle gespielt, andere Annahmen sehen die ursprüngliche Anwendung in der Musikwissenschaft oder der Medizin.
Auch Vorläufer innerhalb der Philosophie wurden in Betracht gezogen, nämlich Prodikos von Keos, die Sophisten sowie Demokrit und Leukipp.
Einer ganz anderen Hypothese zufolge schreibt sich Platon die Findung der Einteilung selbst zu, was bedeuten würde, dass es keine Vorläufer gibt. Und schließlich wurde auch an eine simple Übernahme einfacher und alltäglicher Einteilungen in die Logik gedacht.
Philosophiehistorisch betrachtet ist Platons Dihairesis mit ihrem geordneten System von Begriffen vermutlich eine Reaktion auf die willkürliche, oft mutwillig in die Irre führende Begriffsakrobatik der Sophisten, deren Auffassungen und Methoden von Sokrates und Platon kritisiert und bekämpft wurden.

### Bedeutung der Dihairesis in Platons Philosophie
Die Theorie der Dihairesis sowie Anwendungen findet man vor allem in den platonischen Dialogen Sophistes, Politikos, Philebos und Phaidros, weitere Anwendungen unter anderem in den Dialogen Nomoi und Timaios.

#### Die drei platonischen Methoden
Man kann mit Richard Robinson innerhalb der platonischen Dialektik drei wesentliche Methoden unterscheiden, die zu Erkenntnis führen. Erstens die nach Sokrates benannte Methode der sokratischen Widerlegung in den frühen Dialogen, die zur Einsicht in das eigene Nichtwissen führt. Zweitens die Methode der hypothesis in den mittleren Dialogen, die aufgestellte Hypothesen prüft und drittens die Methode der Dihairesis in den späten Dialogen. In den frühen Dialogen, in denen Sokrates der Hauptakteur ist, wird meistens die Definition eines Begriffs gesucht, mit der das Wesen des Bezeichneten eindeutig und vollständig erfasst werden soll (beispielsweise Was ist das Fromme?). Die Methode der Dihairesis ist in den späten Dialogen ein Mittel, ähnliche Definitionsfragen zu beantworten. Mit ihr gelangt man von der Frage Was ist die Angelfischerei? zur Definition Die Angelfischerei ist die Kunstfertigkeit einer verwundenden Jagd auf Fische mit einem Haken bei Tage zum Zweck des Erwerbs.

#### Interpretationen
Einige neuzeitliche Philosophen (vor allem Julius Stenzel) behaupten, Platon beginne sich mit der Einführung der Methode der Dihairesis von einigen Aspekten seiner früheren Ideenlehre zu distanzieren und diese Lehre einem neuen Erkenntnisstand anzupassen. Zum Beispiel seien in einer früheren Phase der Entwicklung der Ideenlehre Begriffe (meist ethischer Art) miteinander gleichgesetzt worden (z. B. Das Schöne ist das Gute). Die mangelnde Differenzierung bei solchen Aussagen habe Platon veranlasst, die Subsumtion mittels der Dihairesis, die eine systematische Ordnung von Begriffen festlegt, einzuführen. Viele Interpreten vermuten auch, die Dihairesis zeige eine generelle Tendenz Platons, sich verstärkt dem Empirischen zuzuwenden. Innerhalb der frühen Ideenlehre bestehe zwischen der wahren Welt des Seins (der Ideenwelt) und der als bloßer Schein diskreditierten Welt des Werdens (der empirisch gegebenen Welt) noch eine unüberbrückbare Trennung (chorismos), die erst mit Anwendung der Begriffseinteilung überwunden werde. Die Ideen seien nun nicht mehr ausschließlich im transzendenten Bereich jenseits der sinnlich wahrnehmbaren Dinge verortet, wie die Definition des Angelfischers zeige. Diese Hypothese einer Entwicklung der platonischen Philosophie wird allerdings nicht von allen Forschern gebilligt. Unter anderem steht ihr die Auffassung entgegen, Platon habe niemals eine strikte Abtrennung der Ideen vom Bereich der empirischen Welt beabsichtigt (er selbst ironisiert diese Position). Vielmehr müsse man sich die Ideen als Grundlage jeder Erkenntnis in jeden Weltzugang eingewoben vorstellen.

#### Theorie der Dihairesis
Das Prinzip des Einteilens stellt zwar ein logisches Grundphänomen dar, doch wird kontrovers diskutiert, ob Platons Methode der Dihairesis darüber hinaus für die Logik von hoher Relevanz ist.
- Zweck sowie Resultat der Einteilung ist entweder eine Definition oder eine Klassifikation. Die Einteilung resultiert entweder in einer Definition eines einzelnen Begriffs oder in einer Klassifikation einer Mehrzahl von Begriffen in einem System, das heißt aller Arten und Unterarten einer Gattung. In der pseudoplatonischen (Platon zu Unrecht zugeschriebenen) Schrift Horoi wird der Begriff „Definition“ selbst definiert: „Definition (horos): Erklärung (logos) aus der Differenz (diaphora) und der nächstgelegenen Gattung (genos synkeimenon)“.[22] Die Definition der Frau wäre demgemäß: „Eine Frau ist ein Mensch (nächstgelegene Gattung), dessen Geschlecht nicht männlich ist (Differenz).“
- Einteilungskriterium: In unterschiedliche Arten eingeteilt wird eine Gattung immer nach einem bestimmten Einteilungs- oder Unterschiedskriterium (diaphora). „Mann“ und „Frau“ unterscheiden sich hinsichtlich ihres „Geschlechts“. „Zweifüßer“ unterscheiden sich von „Vierfüßern“ hinsichtlich des Kriteriums „Anzahl der Beine“.
- Trennen und Zusammenfassen: Das Gegenstück zur Methode der Ein- oder Zerteilung (dihairesis) bildet die umgekehrte Methode der Zusammenfassung (synagoge) von Begriffen.[23]

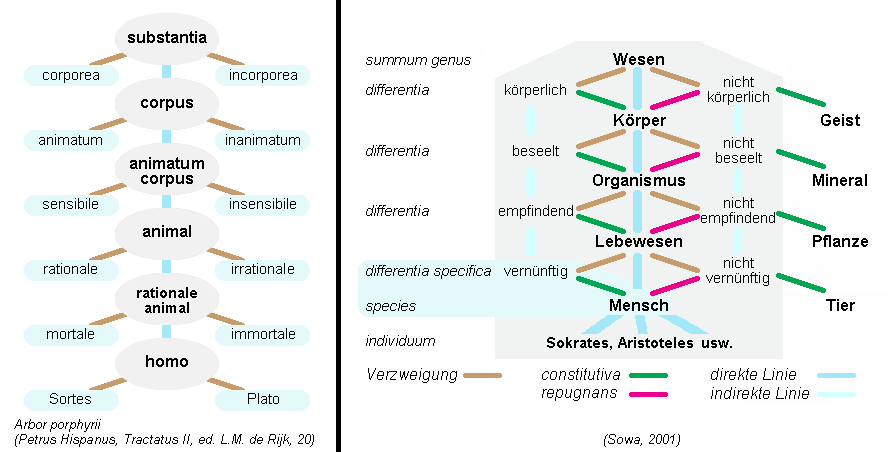
Linkes Bild: der „Baum des Porphyrios“ nach Petrus Hispanus (13. Jahrhundert). Rechtes Bild: der „Baum des Porphyrios“ in einer neuzeitlichen Darstellung.

- Regeln zur korrekten Einteilung: Zur Durchführung einer korrekten Begriffseinteilung gibt Platon zahlreiche Regeln an.[25] Er hält sich aber selbst nicht immer genau daran,[26] möglicherweise weil er die Dihairesis eher als Kunstfertigkeit (téchne) auffasst, nicht als eine starr festgelegte und strikt zu befolgende Methode.[27]
- Dichotomie und Aufzählung: Platon bevorzugt ausdrücklich die Teilung der Gattung in zwei Arten gegenüber der Teilung in mehr als zwei Arten.[28] Die beiden Arten sind einander meist entgegengesetzt (Dichotomie), z. B. gerade Zahlen und ungerade Zahlen. Umfasst eine bestimmte Einteilung mehr als zwei Elemente, kann man von einer Aufzählung sprechen (z. B. Sokrates, Platon, Aristoteles, Jimi Hendrix usw. sind Menschen).
- Ende der Einteilung:
  - Das Ende der platonischen Dihairesis nach oben hin ist umstritten. Die von Platon aufgezählten fünf „höchsten Gattungen“ (megista gene)[29] müssen nicht unbedingt als Oberbegriffe eines hierarchischen Begriffssystems verstanden werden.[30]
  - Am unteren Ende der Einteilung steht nach Platon ein nicht mehr ein- bzw. unterteilbarer Begriff (atomon eidos), der also keine Unterbegriffe hat. Umstritten ist erstens, was genau dieser unteilbare Begriff ist (ein Begriff, eine Idee oder eine extensionale Klasse von individuellen Elementen), und zweitens, was unter diesen unteilbaren Begriff fällt (die nicht-begrifflichen sinnlich wahrnehmbaren Gegenstände oder eine unbestimmte Mannigfaltigkeit).[31]

In Schaubildern und Listen veranschaulicht wurde die Dihairesis erst in späterer Zeit, bei Platon kommt sie ausschließlich im Rahmen von Dialogen vor. Heute wird die Dihairesis gewöhnlich durch Begriffspyramiden veranschaulicht wie beispielsweise den Baum des Porphyrios, der als Graphik auf Boethius (6. Jahrhundert) zurückgeht. Versucht wurden auch Visualisierungen mittels Linien, Flächen und Klammern. Bloß ansatzweise liegen Versuche vor, die Dihairesis in anwendbare Formeln umzuwandeln, sie in formale logische Sprachen zu übersetzen.
Viele die Dihairesis betreffende Einzelfragen, zu denen sich Platon nicht oder nur andeutungsweise geäußert hat, sind bis heute umstritten. Eine Auflistung dieser offenen Fragen bietet James A. Philip.

### Zitate und Textstellen
„Sokrates: Einmal indem er das vielseitig Zerstreute in der Anschauung zusammennehmend, gleichmäßig wie jedes gewachsen ist, um, jedes begriffsmäßig bestimmend, klarzumachen, worüber er jedesmal belehren wolle, so wie ja eben von der Liebe, nachdem zuvor ihr Wesen begriffsmäßig bestimmt war, gesprochen worden ist, gleichviel ob gut oder schlecht, sicherlich hat wenigstens die Rede daher den Ausdruck der Deutlichkeit und der Übereinstimmung mit sich selbst.

Phaidros: Was aber verstehst du unter der zweiten Redeart, Sokrates?

Sokrates: Wenn man umgekehrt den Gegenstand formgerecht zerlegen kann, nach Gliedern, wie er naturgemäß sich bestimmt, ohne dass man versucht, nach der Art eines schlechten Kochs verfahrend, irgend ein Stück zu zerbrechen, sondern so verfährt, wie vorhin die zwei Reden, indem sie zunächst den nichtbesonnenen Zustand des Geisteslebens ungeschieden als eine Form auffassten. Dann aber, wie an dem einen Körper ein gleichnamiges Doppeltes sich naturgemäß bestimmt, nämlich eine sogenannte linke und rechte Seite, ebenso von der Betrachtung des Zustandes der Verrückung als einer in uns naturgemäß bestimmten einheitlichen Form ausgehend, haben die zwei Reden, die eine das Linke für sich ausscheidend, diese Seite selbst wieder zerlegt und nicht geruht, bis sie darin eine Liebe auffand, die sie die linke nannte und mit Recht sehr schmähte, während die andere uns auf die rechte Seite des Wahnsinns führte und eine zwar jener gleichnamige, dagegen aber göttliche Liebe auffand und vor Augen stellte, die sie als die Quelle der größten Güter für uns rühmte.

Phaidros: Sehr wahr gesprochen!

Sokrates: Hiervon nun bin ich selbst meinesteils ein Liebhaber, Phaidros, von diesen Teilungen und Zusammenfassungen nämlich, um sowohl reden als auch denken zu können, und wenn ich von irgend einem anderen der Ansieht bin, dass er das zur Einheit und zur Vielheit sich Bestimmende einzusehen vermöge, dem gehe ich nach, Auf dem Fuß ihm folgend als einem der Götter. Ob ich jedoch diejenigen, die es zu leisten vermögen, richtig bezeichne oder nicht, das weiß ein Gott, ich nenne sie aber bis jetzt Dialektiker. Aber nun sage auch, wie man diejenigen, die bei dir und Lysias gelernt haben, nennen soll? Oder ist das eben die Redekunst, durch deren Anwendung Thrasymachos und die anderen teils selbst Weise im Reden geworden sind, teils andere dazu machen, welche Lust haben, ihnen, Königen gleich, Geschenke zu bringen?“

„die Alten, Besseren als wir und den Göttern näher Wohnenden haben uns diese Sage übergeben, aus Einem und Vielem sei alles, wovon jedesmal gesagt wird, dass es ist, und habe Bestimmung und Unbestimmtheit in sich verbunden. Deshalb nun müssen wir, da dieses so geordnet ist, immer Einen Begriff von allem jedesmal annehmen und suchen, denn finden würden wir ihn gewiss darin. Wenn wir ihn nun ergriffen haben, dann nächst dem Einen, ob etwa zwei darin sind zu sehn, wo aber nicht, ob drei oder irgend eine andere Zahl, und mit jedem einzelnen von diesen darin befindlichen eben so, bis man von dem ursprünglichen Einen nicht nur dass es Eins und Vieles und Unendliches ist sieht, sondern auch wie vieles, des Unendlichen Begriff aber an die Menge nicht eher anlegen, bis einer die Zahl derselben ganz übersehen hat, die zwischen dem Unendlichen und dem Einen liegt, und dann erst jede Einheit von allem in die Unendlichkeit freilassen und verabschieden. So nun haben, wie ich sagte, die Götter uns überliefert zu untersuchen und zu lernen und einander zu lehren. Die jetzigen Weisen unter den Menschen hingegen setzen Eines, wie sie es eben treffen, und Vieles schneller oder langsamer als es sich gehörte, nach dem Einen aber gleich unendliches; das in der Mitte hingegen entgeht ihnen, wodurch doch eben zu unterscheiden ist, ob wir in unsern Reden dialektisch oder nur streitsüchtig mit einander verfahren.“

„Gast: Nun weißt du wohl, dass es schwer ist sie [die Staatskunst] in zwei Teile zu teilen, und auch die Ursache davon wird uns, denke ich, wenn wir weiter gehen nicht minder deutlich werden.

Der jüngere Sokrates: So wollen wir es denn so tun.

Gast: Gliederweise wollen wir sie also wie die Opfer zerteilen, da es in die Hälften nicht gehen will. Denn in die möglichst nächste Zahl von dieser muss man immer zerschneiden.“

„Weil sie aber nicht gewöhnt sind, was sie betrachten, nach Arten einzuteilen, so werfen sie diese so sehr von einander verschiedenen Dinge in Eins zusammen, und halten sie für ähnlich; eben so tun sie dann auch wieder das Gegenteil indem sie anderes gar nicht nach einer ordentlichen Teilung von einander trennen, da doch, wer zuerst die Ähnlichkeit zwischen vielen bemerkt, nicht eher ablassen sollte, bis er alle Verschiedenheiten in derselben gesehen hat, so viele nur ihrer auf Begriffen beruhen, und wiederum wenn die mannigfaltigen Unähnlichkeiten an einer Mehrheit erschienen sind, man nicht im Stande sein sollte, eher sich zu scheuen und aufzuhören, bis man alles verwandte innerhalb Einer Ähnlichkeit eingeschlossen und unter das Wesen Einer Gattung befasst hat.“

„Gast: Da wir nun zugestanden haben, dass auch die Begriffe sich gegen einander auf gleiche Weise in Absicht auf Mischung verhalten, muss nicht auch mit einer Wissenschaft seine Reden durchführen, wer richtig zeigen will, welche Begriffe mit welchen zusammenstimmen, und welche einander nicht aufnehmen? Und wiederum ob es solche sie allgemein zusammenhaltende gibt, dass sie im Stande sind, sich zu vermischen? Und wiederum in den Trennungen, ob andere durchgängig der Trennung Ursache sind?

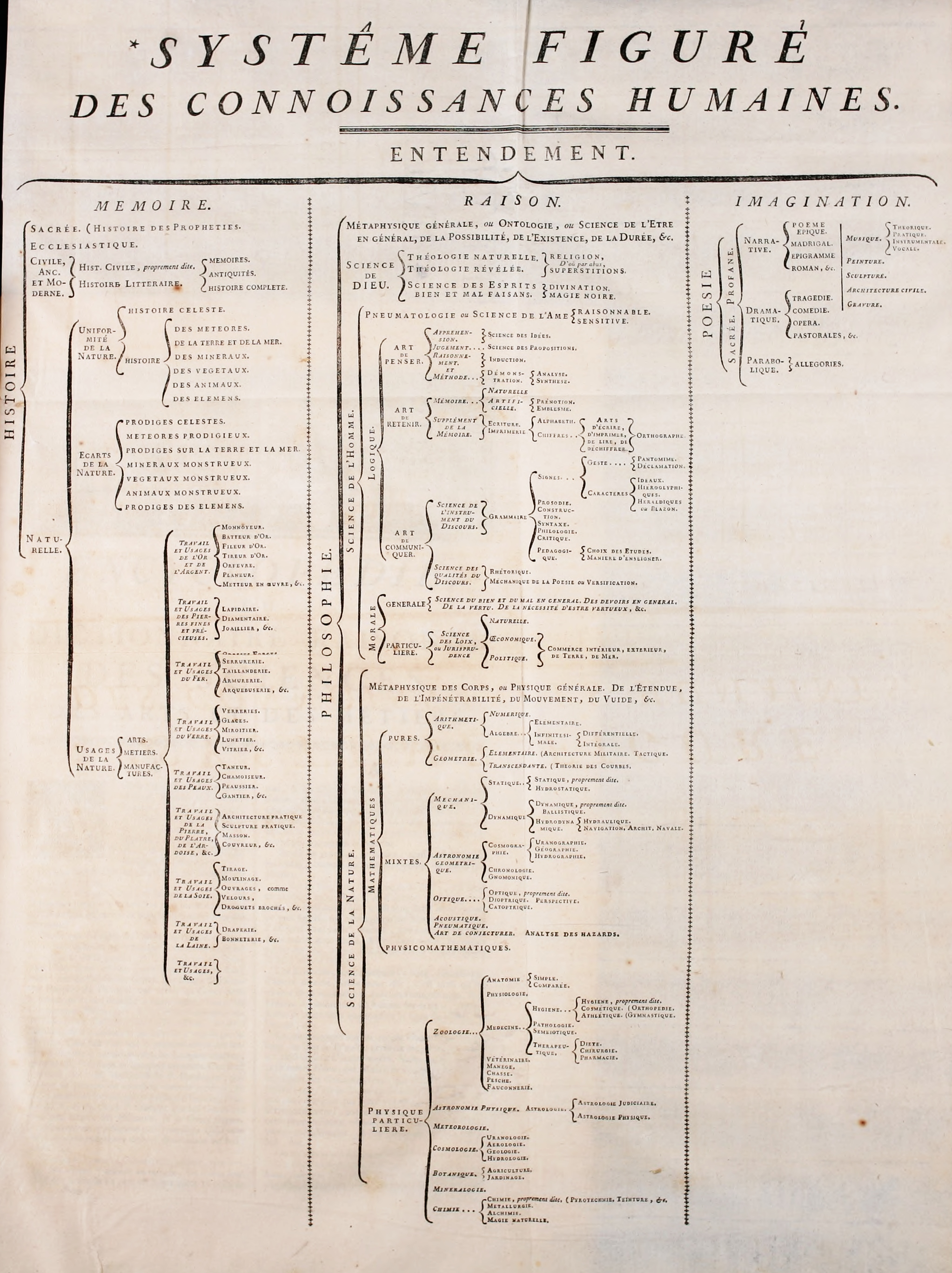
Eine mit Klammern visualisierte dihairetische Struktur (aus der Enzyklopädie von Denis Diderot und D’Alembert)

Theaitetos: Wie sollte es hierzu nicht einer Wissenschaft bedürfen und vielleicht wohl der größten!

Gast: Und wie, Theaitetos, sollen wir diese nennen? Oder sind wir, beim Zeus, ohne es zu bemerken in die Wissenschaft freier Menschen hineingeraten? Und mögen wohl gar den Sophisten suchend zuerst den Philosophen gefunden haben?

Theaitetos: Wie meinst du das?

Gast: Das Trennen nach Gattungen, dass man weder denselben Begriff für einen andern, noch einen andern für denselben halte, wollen wir nicht sagen, dies gehöre zur dialektischen Wissenschaft?

Theaitetos: Das wollen wir sagen.

Gast: Wer also dieses gehörig zu tun versteht, der wird Einen Begriff durch viele einzeln von einander gesonderte nach allen Seiten auseinander gebreitet genau bemerken, und viele von einander verschiedene von Einem äußerlich umfasste, und wiederum Einen durchgängig nur mit einem aus vielen verknüpfte, und endlich viele gänzlich von einander abgesonderte. Dies heißt dann, in wiefern jedes in Gemeinschaft treten kann und in wiefern nicht, der Art nach zu unterscheiden wissen.

Theaitetos: Auf alle Weise gewiss.

Gast: Aber dies dialektische Geschäft wirst du, hoffe ich, keinem andern anweisen als dem rein und recht philosophierenden?

Theaitetos: Wie sollte man es wohl einem Andern anweisen!

Gast: In dieser Gegend herum werden wir also jetzt sowohl als hernach, wenn wir ihn suchen, den Philosophen finden.“

Überlegungen zur Methode der Dihairesis finden sich vor allem in den Dialogen Philebos (16c–17a) und an drei Stellen des Phaidros (265c–266c, 273d–273e, 277b), Anwendungen vor allem in den Dialogen Sophistes und Politikos, aber auch im Philebos (Einteilung der Buchstaben 18b–18d und Einteilung musikalischer Intervalle 17d). Die Definition dessen, was ein Angelfischer ist, findet sich in Sophistes 218e–221b, sechs verschiedene Definitionen des Sophisten in Sophistes 221b–231e und eine siebente Definition des Sophisten in Sophistes 235b–236e und 264c–268d. Weitere konkrete Anwendungen der Dihairesis sind die erste Definition des Politikers in Politikos 258b–267c und die Definition der Weberei in Politikos 279c–283b.

## Rezeption

### Antike

#### Ältere Akademie
Ungefähr in die Zeit Platons fallen drei überlieferte Definitionssammlungen, deren unbekannte Autoren wohl dem Umfeld der Platonischen Akademie zuzuordnen sind: die des Pseudo-Aristoteles, die des Pseudo-Andronikos und die pseudoplatonischen Horoi. In der Akademie, aber auch in anderen philosophisch interessierten Kreisen kursierten Sammlungen von Einteilungen und Definitionen, die in unterschiedlichen Fassungen und Bearbeitungen bis in die Spätantike verbreitet waren.
Der Nachfolger Platons als Scholarch (Leiter der Akademie) war Speusippos. Von seinen Schriften sind nur Fragmente erhalten, jedoch sind einige Werktitel überliefert, die klar auf die Methode der Dihairesis verweisen: Dihairesen und Annahmen auf die Ähnlichkeiten hin, Über Beispiele von Gattungen und Arten, Definitionen. In den Fragmenten seines Werks Homoia (Ähnlichkeiten) finden sich zoologische und botanische Definitionen, etwa des Wiesenkrauts, des Kuckucksfisches oder des Spindeltierchens. Offenbar versuchte Speusippos, die Gesamtheit der zu seiner Zeit bekannten Dinge nach Art- und Gattungsverhältnissen zu ordnen und zu klassifizieren, indem er die in der Akademie praktizierte dihairetische Methode planmäßig auf sämtliche Wissensbereiche anwendete. In den nicht erhaltenen Teilen der Homoia hat er wohl die Bereiche des Unbelebten, der geistigen und materiellen Produkte des Menschen und der Mathematik durch Definition und Klassifikation in sein alles umfassendes Einteilungssystem einbezogen. Damit wollte er vermutlich die Gemeinschaftsarbeit der Akademie systematisch zusammenfassen.
Auch das überlieferte Verzeichnis der heute verlorenen Schriften von Speusippos’ Nachfolger Xenokrates lässt vermuten, dass er sich mit der Dihairesis beschäftigt hat.

#### Aristoteles und die peripatetische Schule

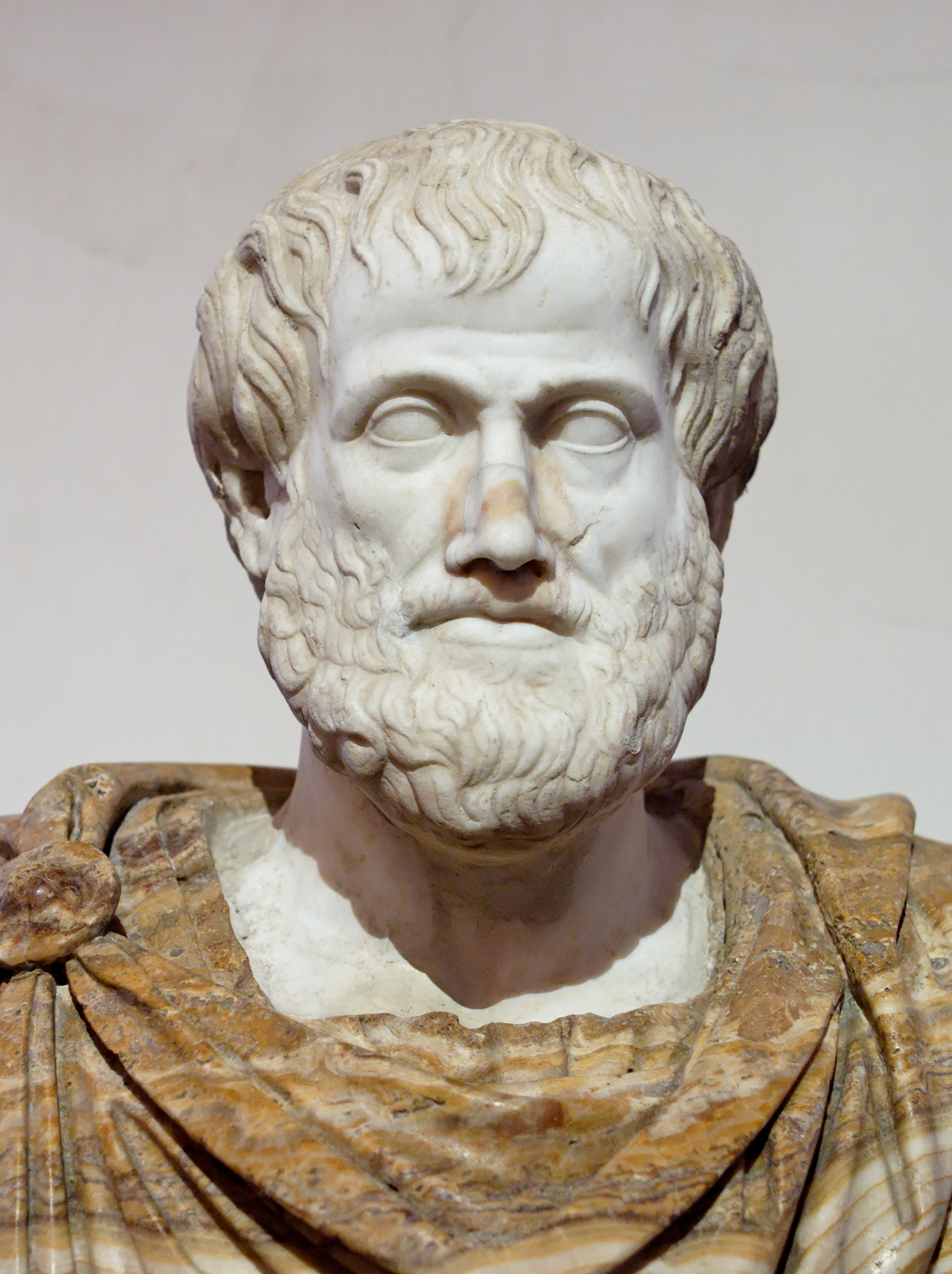
Aristoteles

Aristoteles hat als erster abendländischer Autor ein systematisches Lehrwerk der Logik verfasst. In der modernen Forschung zur Geschichte der Logik sieht man Platons über viele Dialoge verstreute Theorie der Dihairesis als eine in vielen Hinsichten wichtige Vorstufe des aristotelischen Organon an. Aristoteles äußert sich allerdings mehrfach äußerst kritisch zur Methode der Dihairesis. Nach einigen Interpreten richtet sich seine Kritik im Wesentlichen nicht gegen die Dihairesis als Klassifikationsweise, sondern gegen den aus seiner Sicht unberechtigten Anspruch, es handle sich dabei um eine Beweismethode. Jedenfalls unterscheidet sie sich als bloße Einteilung von Begriffen wesentlich von Aristoteles’ Syllogistik, die es mit Schlüssen von gegebenen Sätzen auf neue Sätze zu tun hat.
An anderen Stellen gesteht Aristoteles der Dihairesis durchaus auch einen Nutzen zu. Dazu kommt, dass er selbst unzählige Begriffseinteilungen aufstellt und dass sowohl seine Kategorienlehre als auch seine Syllogistik auf die Dihairesis als Vorgängerin verweisen. Letzteres ist aus dem Umstand ersichtlich, dass die aristotelische Schlusslogik eine Begriffslogik ist, die ein hierarchisch geordnetes System von Begriffen voraussetzt oder konstruiert. Dem folgenden Schluss (links) liegt beispielsweise folgende Begriffshierarchie (rechts) zugrunde:

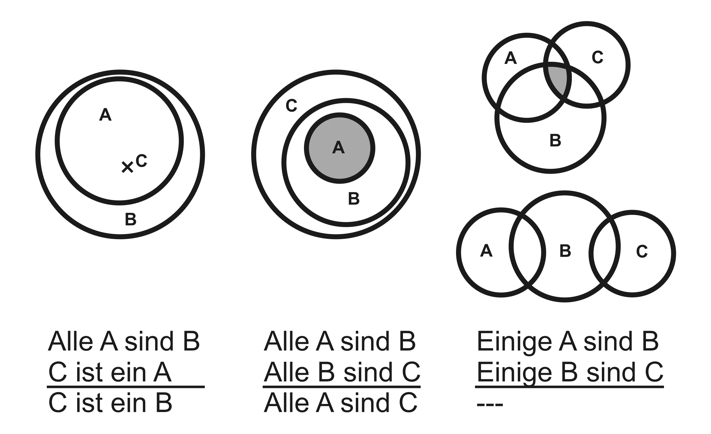
Veranschaulichung des logischen Schließens mit Hilfe von Mengendiagrammen

|           | Alle Menschen sind sterbliche Lebewesen |
|           | Alle Griechen sind Menschen             |
| Es folgt: | Alle Griechen sind sterbliche Lebewesen |

| Menschen | \| \| Griechen \| \| \| \| \| \| Ägypter, Römer usw. \| \| \| \| |
|          | \| \| Griechen \| \| \| \| \| \| Ägypter, Römer usw. \| \| \| \| |
|          | Tiere, Pflanzen                                                  |
|          |                                                                  |
|          | Griechen                                                         |
|          |                                                                  |
|          | Ägypter, Römer usw.                                              |
|          |                                                                  |

|  | Griechen            |
|  |                     |
|  | Ägypter, Römer usw. |
|  |                     |

| Menschen | \| \| Griechen \| \| \| \| \| \| Ägypter, Römer usw. \| \| \| \| |
|          | \| \| Griechen \| \| \| \| \| \| Ägypter, Römer usw. \| \| \| \| |
|          | Tiere, Pflanzen                                                  |
|          |                                                                  |
|          | Griechen                                                         |
|          |                                                                  |
|          | Ägypter, Römer usw.                                              |
|          |                                                                  |

|  | Griechen            |
|  |                     |
|  | Ägypter, Römer usw. |
|  |                     |

##### Kritik der Dihairesis
Die Kritik des Aristoteles an der Dihairesis besteht vor allem darin, dass er sie als „schwachen Schluss“ ansieht. Sie beweise keine Aussagen, sondern postuliere sie einfach. Dabei nehme sie den obersten der drei Begriffe des Schlusses als Mittelbegriff. Will man eine Definition beweisen, so ist das, nach Aristoteles, mittels der Methode der Dihairesis nicht möglich, vielmehr seien durch Begriffseinteilung erreichte Definitionen unbewiesene Behauptungen.

##### Die Definition
| \| \| \| \| \| \| \| \| \| \| \| \| \| Zweite Substanz Gattung (Lebewesen) \| \| \| \| \| \| \| \| \| \| \| \| \| \| \| \| \| \| \| \| \| \| \| \| \| \| \| \| \| \| \| \| \| \| \| \| \| \| \| \| \| \| \| \| \| \| \| \| \| \| \| \| \| \| \| \| \| \| \| \| \| \| \| \| \| \| \| \| \| \| \| \| \| \| \| \| \| \| artbildender Unterschied \| \| \| \| \| \| \| \| \| \| \| \| \| \| \| \| \| \| \| \| \| \| \| \| \| \| \| \| \| \| \| \| \| \| \| \| \| \| \| \| \| \| \| \| \| \| \| \| \| \| \| \| \| \| \| \| \| \| \| \| \| \| \| \| \| \| \| \| \| \| \| \| \| \| \| \| \| \| \| \| \| \| \| \| \| \| \| \| \| \| \| \| \| \| \| \| \| \| \| \| \| \| \| \| \| \| \| \| \| \| \| Zweibeinig, vernunftbegabt \| Zweibeinig, vernunftbegabt \| Zweibeinig, vernunftbegabt \| Zweibeinig, vernunftbegabt \| Zweibeinig, vernunftbegabt \| Zweibeinig, vernunftbegabt \| \| \| \| \| \| \| wiehernder einhufiger Vierbeiner \| wiehernder einhufiger Vierbeiner \| wiehernder einhufiger Vierbeiner \| wiehernder einhufiger Vierbeiner \| wiehernder einhufiger Vierbeiner \| wiehernder einhufiger Vierbeiner \| \| \| \| \| \| \| \| \| \| \| \| \| \| \| \| \| \| \| \| \| \| Zweibeinig, vernunftbegabt \| Zweibeinig, vernunftbegabt \| Zweibeinig, vernunftbegabt \| Zweibeinig, vernunftbegabt \| Zweibeinig, vernunftbegabt \| Zweibeinig, vernunftbegabt \| Zweite Substanz: Art Mensch \| Zweite Substanz: Art Mensch \| Zweite Substanz: Art Mensch \| Zweite Substanz: Art Mensch \| Zweite Substanz: Art Mensch \| Zweite Substanz: Art Mensch \| wiehernder einhufiger Vierbeiner \| wiehernder einhufiger Vierbeiner \| wiehernder einhufiger Vierbeiner \| wiehernder einhufiger Vierbeiner \| wiehernder einhufiger Vierbeiner \| wiehernder einhufiger Vierbeiner \| \| \| \| \| \| \| Zweite Substanz: Art Pferd \| Zweite Substanz: Art Pferd \| Zweite Substanz: Art Pferd \| Zweite Substanz: Art Pferd \| Zweite Substanz: Art Pferd \| Zweite Substanz: Art Pferd \| \| \| \| \| \| \| \| \| \| \| \| \| \| \| \| Zweite Substanz: Art Mensch \| Zweite Substanz: Art Mensch \| Zweite Substanz: Art Mensch \| Zweite Substanz: Art Mensch \| Zweite Substanz: Art Mensch \| Zweite Substanz: Art Mensch \| \| \| \| \| \| \| \| \| \| \| \| \| Zweite Substanz: Art Pferd \| Zweite Substanz: Art Pferd \| Zweite Substanz: Art Pferd \| Zweite Substanz: Art Pferd \| Zweite Substanz: Art Pferd \| Zweite Substanz: Art Pferd \| \| \| \| \| \| \| \| \| \| \| \| \| \| \| \| Individuation \| \| \| \| \| \| \| \| \| \| \| \| \| \| \| \| \| \| \| \| \| \| \| \| \| \| \| \| \| \| \| \| \| \| \| \| \| \| \| \| \| \| \| \| \| \| \| \| \| \| \| \| \| \| \| \| \| \| \| \| \| \| \| \| \| \| \| \| \| \| \| \| \| \| \| \| \| \| \| \| \| \| \| \| \| \| \| \| \| \| \| \| \| \| \| \| \| \| \| \| \| \| \| \| \| \| \| \| \| \| \| \| \| \| \| \| \| \| \| \| \| \| \| \| \| \| \| \| \| \| \| \| \| \| \| \| \| \| \| \| \| \| \| \| \| \| Erste Substanz: Sokrates \| Erste Substanz: Sokrates \| Erste Substanz: Sokrates \| Erste Substanz: Sokrates \| Erste Substanz: Sokrates \| Erste Substanz: Sokrates \| \| \| Erste Substanz: Platon \| Erste Substanz: Platon \| Erste Substanz: Platon \| Erste Substanz: Platon \| Erste Substanz: Platon \| Erste Substanz: Platon \| \| \| Erste Substanz: Bukephalos \| Erste Substanz: Bukephalos \| Erste Substanz: Bukephalos \| Erste Substanz: Bukephalos \| Erste Substanz: Bukephalos \| Erste Substanz: Bukephalos \| \| \| \| \| \| \| \| \| \| \| \| \| \| \| |  |                          |                          |                          |                          |                            |                            |                            |                            |                            |                            |                                     |                             |                             |                             |                             |                             |                                  |                                  |                                  |                                  |                                  |                                  |  |  |  |  |  |  |                            |                            |                            |                            |                            |                            |  |  |
| |  |                          |                          |                          |                          |                            |                            |                            |                            |                            |                            | Zweite Substanz Gattung (Lebewesen) |                             |                             |                             |                             |                             |                                  |                                  |                                  |                                  |                                  |                                  |  |  |  |  |  |  |                            |                            |                            |                            |                            |                            |  |  |
| |  |                          |                          |                          |                          |                            |                            |                            |                            |                            |                            |                                     |                             |                             |                             |                             |                             |                                  |                                  |                                  |                                  |                                  |                                  |  |  |  |  |  |  |                            |                            |                            |                            |                            |                            |  |  |
| |  |                          |                          |                          |                          |                            |                            |                            |                            |                            |                            | artbildender Unterschied            |                             |                             |                             |                             |                             |                                  |                                  |                                  |                                  |                                  |                                  |  |  |  |  |  |  |                            |                            |                            |                            |                            |                            |  |  |
| |  |                          |                          |                          |                          |                            |                            |                            |                            |                            |                            |                                     |                             |                             |                             |                             |                             |                                  |                                  |                                  |                                  |                                  |                                  |  |  |  |  |  |  |                            |                            |                            |                            |                            |                            |  |  |
| |  |                          |                          |                          |                          |                            |                            |                            |                            |                            |                            |                                     |                             |                             |                             |                             |                             |                                  |                                  |                                  |                                  |                                  |                                  |  |  |  |  |  |  |                            |                            |                            |                            |                            |                            |  |  |
| |  |                          |                          |                          |                          | Zweibeinig, vernunftbegabt | Zweibeinig, vernunftbegabt | Zweibeinig, vernunftbegabt | Zweibeinig, vernunftbegabt | Zweibeinig, vernunftbegabt | Zweibeinig, vernunftbegabt |                                     |                             |                             |                             |                             |                             | wiehernder einhufiger Vierbeiner | wiehernder einhufiger Vierbeiner | wiehernder einhufiger Vierbeiner | wiehernder einhufiger Vierbeiner | wiehernder einhufiger Vierbeiner | wiehernder einhufiger Vierbeiner |  |  |  |  |  |  |                            |                            |                            |                            |                            |                            |  |  |
| |  |                          |                          |                          |                          | Zweibeinig, vernunftbegabt | Zweibeinig, vernunftbegabt | Zweibeinig, vernunftbegabt | Zweibeinig, vernunftbegabt | Zweibeinig, vernunftbegabt | Zweibeinig, vernunftbegabt | Zweite Substanz: Art Mensch         | Zweite Substanz: Art Mensch | Zweite Substanz: Art Mensch | Zweite Substanz: Art Mensch | Zweite Substanz: Art Mensch | Zweite Substanz: Art Mensch | wiehernder einhufiger Vierbeiner | wiehernder einhufiger Vierbeiner | wiehernder einhufiger Vierbeiner | wiehernder einhufiger Vierbeiner | wiehernder einhufiger Vierbeiner | wiehernder einhufiger Vierbeiner |  |  |  |  |  |  | Zweite Substanz: Art Pferd | Zweite Substanz: Art Pferd | Zweite Substanz: Art Pferd | Zweite Substanz: Art Pferd | Zweite Substanz: Art Pferd | Zweite Substanz: Art Pferd |  |  |
| |  |                          |                          |                          |                          |                            |                            |                            |                            |                            |                            | Zweite Substanz: Art Mensch         | Zweite Substanz: Art Mensch | Zweite Substanz: Art Mensch | Zweite Substanz: Art Mensch | Zweite Substanz: Art Mensch | Zweite Substanz: Art Mensch |                                  |                                  |                                  |                                  |                                  |                                  |  |  |  |  |  |  | Zweite Substanz: Art Pferd | Zweite Substanz: Art Pferd | Zweite Substanz: Art Pferd | Zweite Substanz: Art Pferd | Zweite Substanz: Art Pferd | Zweite Substanz: Art Pferd |  |  |
| |  |                          |                          |                          |                          |                            |                            |                            |                            |                            |                            | Individuation                       |                             |                             |                             |                             |                             |                                  |                                  |                                  |                                  |                                  |                                  |  |  |  |  |  |  |                            |                            |                            |                            |                            |                            |  |  |
| |  |                          |                          |                          |                          |                            |                            |                            |                            |                            |                            |                                     |                             |                             |                             |                             |                             |                                  |                                  |                                  |                                  |                                  |                                  |  |  |  |  |  |  |                            |                            |                            |                            |                            |                            |  |  |
| |  |                          |                          |                          |                          |                            |                            |                            |                            |                            |                            |                                     |                             |                             |                             |                             |                             |                                  |                                  |                                  |                                  |                                  |                                  |  |  |  |  |  |  |                            |                            |                            |                            |                            |                            |  |  |
| |  |                          |                          |                          |                          |                            |                            |                            |                            |                            |                            |                                     |                             |                             |                             |                             |                             |                                  |                                  |                                  |                                  |                                  |                                  |  |  |  |  |  |  |                            |                            |                            |                            |                            |                            |  |  |
| |  | Erste Substanz: Sokrates | Erste Substanz: Sokrates | Erste Substanz: Sokrates | Erste Substanz: Sokrates | Erste Substanz: Sokrates   | Erste Substanz: Sokrates   |                            |                            | Erste Substanz: Platon     | Erste Substanz: Platon     | Erste Substanz: Platon              | Erste Substanz: Platon      | Erste Substanz: Platon      | Erste Substanz: Platon      |                             |                             | Erste Substanz: Bukephalos       | Erste Substanz: Bukephalos       | Erste Substanz: Bukephalos       | Erste Substanz: Bukephalos       | Erste Substanz: Bukephalos       | Erste Substanz: Bukephalos       |  |  |  |  |  |  |                            |                            |                            |                            |                            |                            |  |  |

Berühmt wurde die auf die Dihairesis verweisende aristotelische Definition. Dabei werden Artbegriffe durch Angabe der Gattung und des artbildenden Unterschiedes definiert. Ein Beispiel für eine Definition wäre: „Der Mensch ist (im Unterschied zum Tier) ein vernunftbegabtes Lebewesen.“

„Von dem, was einem einzelnen Dinge immer einwohnt, erstreckt sich Manches auch auf andere Dinge. […] Man muss, wenn man ein ganzes Gebiet regelrecht untersucht, die Gattung bis zu den ersten nicht weiter theilbaren untersten Arten trennen, […] dann muss man versuchen die Definitionen dieser Arten zu gewinnen.“

##### Erste und Zweite Substanz
Aristoteles unterscheidet erste Substanzen, womit er beispielsweise bestimmte Menschen wie „Sokrates“ oder „Platon“ meint, von zweiten Substanzen, womit er Art- und Gattungsbegriffe, wie beispielsweise „Mensch“ oder „Lebewesen“ meint. Zweite Substanzen, man könnte sagen Allgemeinbegriffe, können von den ersten Substanzen, man könnte sagen, von bestimmten Gegenständen, ausgesagt werden.

##### Terminologie
Platon hatte sich hinsichtlich der Begriffe „Gattung“ und „Art“ nicht an eine konsequente Terminologie gehalten; erst Aristoteles verwendete durchgehend das Wort genos für „Gattung“ und eidos für „Art“.

##### Zoologie, Botanik und Musiktheorie
Aristoteles nutzte der dihairestischen Methode ähnliche Vorgangsweisen in seiner Schrift Historia animalium zur zoologischen Klassifikation. Nach Ansicht einiger Forscher steht die Dihairesis damit am Beginn der klassifizierenden Biologie, andere sprechen von wesentlichen Unterschieden zwischen der Dihairesis und den Klassifikationen in der Historia animalium. So wurde etwa angenommen, dass Aristoteles zwar zuerst für zoologische Klassifikationen die Methode der Akademiker übernommen habe, in seinen späteren biologischen Hauptwerken aber zu einem komplexeren empirischen System fortgeschritten sei.
Theophrast übernahm die Vorgehensweise seines Lehrers Aristoteles für seine Botanik. Der Musiktheoretiker Aristoxenos, auch ein Schüler des Aristoteles, wandte die Dihairesis zur Klassifikation der Intervalle und Rhythmen an.

#### Parodien
Einige moderne Forscher unterstellen Platon, dass er unmöglich alle in seinen Dialogen vorkommenden Dihairesen ernst gemeint haben könne. Demnach tragen manche direkt lächerliche Züge; auch antike Schriftsteller haben sich über Platons Begriffseinteilungen lustig gemacht. Im Dialog Politikos wird auf der Suche nach der Definition des Staatsmannes implizit auch der Mensch definiert. Die Definition basiert auf rein körperlichen Eigenschaften (Ähnliches findet sich in der Zoologie des Aristoteles) und sagt am Ende aus, dass der Mensch ein ungefiederter Zweibeiner sei. Bei Diogenes Laertios ist eine Stelle erhalten, in der berichtet wird, in welcher Weise sich der Kyniker Diogenes von Sinope sich über diese Definition lustig gemacht haben soll:

„Da Platon mit seiner Definition, der Mensch sei ein zweifüßiges, federloses Lebewesen, Beifall fand, rupfte Diogenes einen Hahn, trug ihn in den Unterricht und rief: ‚Hier ist Platons Mensch.‘ Deshalb fügte man der Definition ‚breitnägelig‘ hinzu.“

Aus einer Komödie des Dichters Epikrates, der in der ersten Hälfte des 4. Jahrhunderts v. Chr. tätig war, also zu Platons Lebzeiten, ist eine Stelle erhalten, in der die Dihairesis sowie Platon und seine Schüler parodiert werden:

„Person A: Wie steht’s mit Platon, Speusippos und Menedemos?

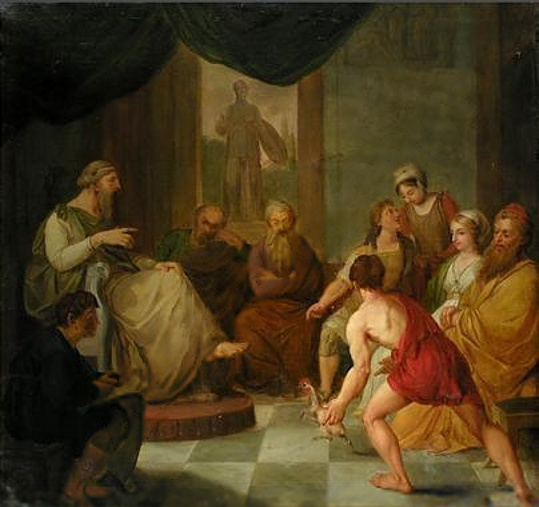
Dieses Gemälde eines unbekannten Urhebers aus dem 19. Jahrhundert zeigt Diogenes von Sinope, wie er Platon einen gerupften Hahn vorbeibringt.

Was ist jetzt ihr Geschäft? Welch’ Problemen,

welch’ Themen gilt jetzt ihre Untersuchung?

Person B: Ich sah die Schar der Burschen … am Übungsplatz

der Akademie, hörte Reden,

unsagbar, sinnlos: Definitionen über Natur.

Das Wesen der Tiere teilten sie ein,

die Arten der Bäume, der Gemüse Gattungen.

Sie prüften auch den Kürbis, welcher Gattung er wohl sei …

Zuerst, da standen alle schweigend,

beugten sich nieder, meditierten …

Auf einmal sagte einer: Ein rund’ Gemüse!

Der andre: Kraut! Der dritt’: Ein Baum. –

Dies hörend ließ ein Arzt aus Sizilien

mit einem Furz sich vernehmen: Die sind ja verrückt!

Person A: Da wurden sie wohl mächtig bös? Und schrien sie nun nicht:

Das ist Beleidigung! Denn nicht geziemt sich’s,

im Hörsaal derart sich zu äußern!

Person B: Nein, den Jungens macht’ das gar nichts aus,

und Platon, der dabeistand, sagte

ganz sanft und ohne Zorn:

Versucht’s noch mal von Anfang an zu definieren:

Was ist ein Kürbis? – Und die teilten weiter ein …“

#### Hellenismus und römische Kaiserzeit
| … |

| … |

| … |

| … |

| … |

| … |

| … |

| … |

| … |

| … |

| Männer | Frauen |

| … |

| Männer | Frauen |

| … |

| … |

| … |

| … |

| … |

| … |

| … |

| Männer | Frauen |

| … |

| Männer | Frauen |

| … |

| … |

| … |

| … |

| … |

| … |

| … |

| … |

| … |

| … |

| … |

| Männer | Frauen |

| … |

| Männer | Frauen |

| … |

| … |

| … |

| … |

| … |

| … |

| … |

| Männer | Frauen |

| … |

| Männer | Frauen |

| … |

| … |

| … |

| … |

| … |

| … |

| … |

| … |

| … |

| … |

| … |

| … |

| … |

| … |

| … |

| … |

| … |

|  |

|  |

|  |

|  |

| … |

| … |

| … |

| … |

| … |

| … |

| … |

| … |

| … |

| … |

| … |

| … |

| … |

| … |

| … |

| … |

|  |

|  |

|  |

|  |

| … |

| … |

| … |

| … |

| … |

| … |

| … |

| … |

| … |

| … |

| Männer | Frauen |

| … |

| Männer | Frauen |

| … |

| … |

| … |

| … |

| … |

| … |

| … |

| Männer | Frauen |

| … |

| Männer | Frauen |

| … |

| … |

| … |

| … |

| … |

| … |

| … |

| … |

| … |

| … |

| … |

| Männer | Frauen |

| … |

| Männer | Frauen |

| … |

| … |

| … |

| … |

| … |

| … |

| … |

| Männer | Frauen |

| … |

| Männer | Frauen |

| … |

| … |

| … |

| … |

| … |

| … |

| … |

| … |

| … |

| … |

| … |

| … |

| … |

| … |

| … |

| … |

| … |

|  |

|  |

|  |

|  |

| … |

| … |

| … |

| … |

| … |

| … |

| … |

| … |

| … |

| … |

| … |

| … |

| … |

| … |

| … |

| … |

|  |

|  |

|  |

|  |

| … |

| … |

| … |

| … |

| … |

| … |

| … |

| … |

| … |

| … |

| Männer | Frauen |

| … |

| Männer | Frauen |

| … |

| … |

| … |

| … |

| … |

| … |

| … |

| Männer | Frauen |

| … |

| Männer | Frauen |

| … |

| … |

| … |

| … |

| … |

| … |

| … |

| … |

| … |

| … |

| … |

| Männer | Frauen |

| … |

| Männer | Frauen |

| … |

| … |

| … |

| … |

| … |

| … |

| … |

| Männer | Frauen |

| … |

| Männer | Frauen |

| … |

| … |

| … |

| … |

| … |

| … |

| … |

| … |

| … |

| … |

| … |

| … |

| … |

| … |

| … |

| … |

| … |

|  |

|  |

|  |

|  |

| … |

| … |

| … |

| … |

| … |

| … |

| … |

| … |

| … |

| … |

| … |

| … |

| … |

| … |

| … |

| … |

|  |

|  |

|  |

|  |

| … |

| … |

| … |

| … |

| … |

| … |

| … |

| … |

| … |

| … |

| Männer | Frauen |

| … |

| Männer | Frauen |

| … |

| … |

| … |

| … |

| … |

| … |

| … |

| Männer | Frauen |

| … |

| Männer | Frauen |

| … |

| … |

| … |

| … |

| … |

| … |

| … |

| … |

| … |

| … |

| … |

| Männer | Frauen |

| … |

| Männer | Frauen |

| … |

| … |

| … |

| … |

| … |

| … |

| … |

| Männer | Frauen |

| … |

| Männer | Frauen |

| … |

| … |

| … |

| … |

| … |

| … |

| … |

| … |

| … |

| … |

| … |

| … |

| … |

| … |

| … |

| … |

| … |

|  |

|  |

|  |

|  |

| … |

| … |

| … |

| … |

| … |

| … |

| … |

| … |

| … |

| … |

| … |

| … |

| … |

| … |

| … |

| … |

|  |

|  |

|  |

|  |

Philosophiehistorisch relevante methodische Einteilungen oder Aussagen über die Methode der Einteilung findet man auch in mehreren bedeutenden philosophischen Schulen des Hellenismus und der römischen Kaiserzeit bis hin zur Spätantike.
Der Stoiker Chrysipp (3. Jahrhundert v. Chr.) unterscheidet die Dihairesis (als Einteilung einer Gattung in ihre Arten) von einer „Antidihairesis“ (als Einteilung der Gattung in kontradiktorisch Entgegengesetztes), einer „Hypodihairesis“ (als Weitereinteilung einer Art) und einer ganz neuen Art der Einteilung, der Teilung (merismos) als Einteilung von Attributen nach den Substanzen, an denen sie vorkommen.
Vor allem über die Vermittlung durch die Logik der Stoiker gelangte die Methode der dihairetischen Einteilung im 2. Jahrhundert v. Chr. zur Kenntnis der römischen Juristen, darunter Publius Mucius Scaevola, Marcus Iunius Brutus, Manius Manilius und vor allem Quintus Mucius Scaevola. Diese verwendeten zur Erstellung juristischer Systematiken vor allem die Termini Gattung (genus) für den weiter gefassten Ausgangsbegriff und Art (species) für die nach der Teilung der Gattung erhaltenen Begriffe. Eine spätere Anwendung der Dihairesis durch einen römischen Juristen findet man in den Institutiones von Gaius aus dem 2. Jahrhundert n. Chr. Jeder Hauptabschnitt dieser Schrift beginnt mit einer höchsten Unterscheidung (summa divisio), in der elementare Begriffe unterteilt werden, etwa der Begriff Personen (personae) in Freie (liberi) und Sklaven (sciavi).
Cicero (1. Jahrhundert v. Chr.) begreift die Definition als Aussage (oratio), die ihren Gegenstand in seinem Was-sein bestimmt. Eine Definition ist für Cicero entweder eine Zerteilung (partitio) oder eine Einteilung (divisio). Die Zerteilung zerlegt einen wahrnehmbaren Gegenstand in seine organischen Teile, wie etwa den menschlichen Körper in Kopf, Schultern, Hände, Beine usw. Die Einteilung hingegen teilt keine Gegenstände, sondern Begriffe, nämlich jeweils eine Gattung (genus) in ihre Arten (formae).
Mittelplatoniker des 1. bis 3. Jahrhunderts wie Alkinoos, Maximos von Tyros und Philon von Alexandria teilten das Gesamtsein in die verschiedenen Arten der Materie und der Lebewesen ein. Unter dem Einfluss dieser Seinsdihairesen stand auch der Stoiker Seneca (1. Jahrhundert).
Auch im Neuplatonismus (ab dem 3. Jahrhundert) spielt die Dihairesis eine Rolle. Im Werk Plotins, des Begründers des Neuplatonismus, kommt sie zwar nur nebenbei zur Sprache, doch erlangte Plotins Schüler Porphyrios mit seiner Veranschaulichung der Dihairesis große Bedeutung für die weitere Rezeptionsgeschichte. Überdies behandelt Porphyrios in seiner einflussreichen Schrift Isagoge ausführlich fünf Begriffe (die Prädikabilien), die als zentrale Begriffe der Theorie der Dihairesis angesehen werden können: Gattung, Art, Differenz, Proprium und Akzidens.
Der im 5. und 6. Jahrhundert wirkende Akademiker Damaskios hat einen Kommentar zu Platons Dialog Philebos verfasst, in dem er zwölf Aufgaben der Dihairesis angibt. Dabei lassen sich nur vier davon direkt auf Platons Philebos beziehen, die restlichen acht gehen über Platons Angaben hinaus.
Bei Boethius (6. Jahrhundert) findet man am Ende der Antike eine Art Zusammenfassung der bisherigen Lehren der Einteilung. Seine Schrift De divisione lag später den mittelalterlichen Logikern und Philosophen vor und bildete somit eine Brücke zwischen Antike und Mittelalter. Boethius beschäftigt sich mit dem Nutzen, den Einteilungen haben können, den verschiedenen Einteilungsarten und der Methodik der Einteilung. Die beiden grundlegenden Arten der Einteilung sind nach seiner Darstellung die „Einteilung nach Akzidenzien“ (divisio per accidens), das heißt nach bloß nebensächlichen Merkmalen, und die wichtigere „Einteilung an sich“ (division secundum se). Die „Einteilung an sich“ unterteilt sich wiederum in die Einteilung einer Gattung in ihre Arten (divisio generis in species), die Einteilung eines Ganzen in seine Teile (divisio totius in partes) und die Einteilung verschiedener Bedeutungen eines Wortes (divisio vocis in significationes). Obwohl Boethius als Philosoph neuplatonisch dachte, verweist er in De divisione nirgends auf Dialoge Platons, sondern beruft sich auf Aristoteles und weist auf den Aristoteliker Andronikos von Rhodos hin, der eine Abhandlung über die Einteilung verfasst habe. Sein gesamthaft aristotelisch geprägtes Werk fußt hauptsächlich auf der Darstellung des Porphyrios in dessen heute verlorenem Kommentar zu Platons Dialog Sophistes; Porphyrios hatte eine aristotelische Quelle verwertet.

### Mittelalter
In der mittelalterlichen Logik war die Methode der divisio (Einteilung, Unterteilung) weit verbreitet. Sie ist zwar historisch gesehen das späte Ergebnis einer Weiterentwicklung der ursprünglichen platonischen Dihairesis, doch unterscheidet sie sich in einigen Hinsichten von Platons Methode, die im Mittelalter nur indirekt – dank der Vermittlung durch Aristoteles, Cicero, Porphyrios und Boethius – bekannt war. Die Autoren der mittelalterlichen Summen, in denen das gesamte Wissen eines Fachgebiets zu einem System verarbeitet wurde, verwendeten die Methode der Ableitung aus einem Prinzip mittels der divisio. So entstanden „Begriffspyramiden“, etwa in Darstellungen der Wissenschaftssystematik und/oder der Systematik transzendentaler Begriffe. Systeme mit derartigen Einteilungen finden sich im 12. Jahrhundert bei Dominicus Gundisalvi, im 13. Jahrhundert bei Thomas von Aquin, Bonaventura und Johannes Duns Scotus.
| \| \| \| \| \| \| \| \| \| \| \| \| \| \| \| \| \| Philosophie (oder Wissenschaft) \| \| \| \| \| \| \| \| \| \| \| \| \| \| \| \| \| \| \| \| \| \| \| \| \| \| \| \| \| \| \| \| \| \| \| \| \| \| \| \| \| \| \| \| \| \| \| \| \| \| \| \| \| \| \| \| \| \| \| \| \| \| \| \| \| \| \| \| \| \| \| \| \| \| \| \| \| \| \| \| \| \| \| \| \| \| \| \| \| \| \| \| \| \| \| \| \| \| \| \| \| \| \| \| \| \| \| \| \| \| \| \| \| \| \| \| \| \| \| \| \| \| \| \| \| \| \| \| \| \| \| \| \| \| \| \| \| Gegenstände betreffend, die der Mensch nicht geschaffen hat \| Gegenstände betreffend, die der Mensch nicht geschaffen hat \| Gegenstände betreffend, die der Mensch nicht geschaffen hat \| Gegenstände betreffend, die der Mensch nicht geschaffen hat \| Gegenstände betreffend, die der Mensch nicht geschaffen hat \| Gegenstände betreffend, die der Mensch nicht geschaffen hat \| \| \| \| \| \| \| \| \| \| \| \| \| Gegenstände betreffend, die der Mensch geschaffen hat \| Gegenstände betreffend, die der Mensch geschaffen hat \| Gegenstände betreffend, die der Mensch geschaffen hat \| Gegenstände betreffend, die der Mensch geschaffen hat \| Gegenstände betreffend, die der Mensch geschaffen hat \| Gegenstände betreffend, die der Mensch geschaffen hat \| \| \| \| \| \| \| \| \| \| \| \| \| \| \| \| \| \| \| \| \| \| \| \| \| \| Gegenstände betreffend, die der Mensch nicht geschaffen hat \| Gegenstände betreffend, die der Mensch nicht geschaffen hat \| Gegenstände betreffend, die der Mensch nicht geschaffen hat \| Gegenstände betreffend, die der Mensch nicht geschaffen hat \| Gegenstände betreffend, die der Mensch nicht geschaffen hat \| Gegenstände betreffend, die der Mensch nicht geschaffen hat \| \| \| \| \| \| \| \| \| \| \| \| \| Gegenstände betreffend, die der Mensch geschaffen hat \| Gegenstände betreffend, die der Mensch geschaffen hat \| Gegenstände betreffend, die der Mensch geschaffen hat \| Gegenstände betreffend, die der Mensch geschaffen hat \| Gegenstände betreffend, die der Mensch geschaffen hat \| Gegenstände betreffend, die der Mensch geschaffen hat \| \| \| \| \| \| \| \| \| \| \| \| \| \| \| \| \| \| \| \| \| \| \| \| \| \| \| \| \| \| \| \| \| \| \| \| \| \| \| \| \| \| \| \| \| \| \| \| \| \| \| \| \| \| \| \| \| \| \| \| \| \| \| \| \| \| \| \| \| Theologie \| Theologie \| Theologie \| Theologie \| Theologie \| Theologie \| Mathematik \| Mathematik \| Mathematik \| Mathematik \| Mathematik \| Mathematik \| Physik \| Physik \| Physik \| Physik \| Physik \| Physik \| Politik \| Politik \| Politik \| Politik \| Politik \| Politik \| Ökonomie \| Ökonomie \| Ökonomie \| Ökonomie \| Ökonomie \| Ökonomie \| Ethik \| Ethik \| Ethik \| Ethik \| Ethik \| Ethik \| \| \| \| \| \| \| \| \| \| \| \| \| |           |           |           |           |           |                                                             |                                                             |                                                             |                                                             |                                                             |                                                             |        |        |        |        |                                 |        |         |         |         |         |         |         |                                                       |                                                       |                                                       |                                                       |                                                       |                                                       |       |       |       |       |       |       |  |  |  |  |  |  |  |  |  |  |  |  |
| Die Einteilung der Philosophie (als Inbegriff aller Wissenschaften) nach Dominicus Gundisalvi |           |           |           |           |           |                                                             |                                                             |                                                             |                                                             |                                                             |                                                             |        |        |        |        |                                 |        |         |         |         |         |         |         |                                                       |                                                       |                                                       |                                                       |                                                       |                                                       |       |       |       |       |       |       |  |  |  |  |  |  |  |  |  |  |  |  |
| |           |           |           |           |           |                                                             |                                                             |                                                             |                                                             |                                                             |                                                             |        |        |        |        | Philosophie (oder Wissenschaft) |        |         |         |         |         |         |         |                                                       |                                                       |                                                       |                                                       |                                                       |                                                       |       |       |       |       |       |       |  |  |  |  |  |  |  |  |  |  |  |  |
| |           |           |           |           |           |                                                             |                                                             |                                                             |                                                             |                                                             |                                                             |        |        |        |        |                                 |        |         |         |         |         |         |         |                                                       |                                                       |                                                       |                                                       |                                                       |                                                       |       |       |       |       |       |       |  |  |  |  |  |  |  |  |  |  |  |  |
| |           |           |           |           |           |                                                             |                                                             |                                                             |                                                             |                                                             |                                                             |        |        |        |        |                                 |        |         |         |         |         |         |         |                                                       |                                                       |                                                       |                                                       |                                                       |                                                       |       |       |       |       |       |       |  |  |  |  |  |  |  |  |  |  |  |  |
| |           |           |           |           |           | Gegenstände betreffend, die der Mensch nicht geschaffen hat | Gegenstände betreffend, die der Mensch nicht geschaffen hat | Gegenstände betreffend, die der Mensch nicht geschaffen hat | Gegenstände betreffend, die der Mensch nicht geschaffen hat | Gegenstände betreffend, die der Mensch nicht geschaffen hat | Gegenstände betreffend, die der Mensch nicht geschaffen hat |        |        |        |        |                                 |        |         |         |         |         |         |         | Gegenstände betreffend, die der Mensch geschaffen hat | Gegenstände betreffend, die der Mensch geschaffen hat | Gegenstände betreffend, die der Mensch geschaffen hat | Gegenstände betreffend, die der Mensch geschaffen hat | Gegenstände betreffend, die der Mensch geschaffen hat | Gegenstände betreffend, die der Mensch geschaffen hat |       |       |       |       |       |       |  |  |  |  |  |  |  |  |  |  |  |  |
| |           |           |           |           |           | Gegenstände betreffend, die der Mensch nicht geschaffen hat | Gegenstände betreffend, die der Mensch nicht geschaffen hat | Gegenstände betreffend, die der Mensch nicht geschaffen hat | Gegenstände betreffend, die der Mensch nicht geschaffen hat | Gegenstände betreffend, die der Mensch nicht geschaffen hat | Gegenstände betreffend, die der Mensch nicht geschaffen hat |        |        |        |        |                                 |        |         |         |         |         |         |         | Gegenstände betreffend, die der Mensch geschaffen hat | Gegenstände betreffend, die der Mensch geschaffen hat | Gegenstände betreffend, die der Mensch geschaffen hat | Gegenstände betreffend, die der Mensch geschaffen hat | Gegenstände betreffend, die der Mensch geschaffen hat | Gegenstände betreffend, die der Mensch geschaffen hat |       |       |       |       |       |       |  |  |  |  |  |  |  |  |  |  |  |  |
| |           |           |           |           |           |                                                             |                                                             |                                                             |                                                             |                                                             |                                                             |        |        |        |        |                                 |        |         |         |         |         |         |         |                                                       |                                                       |                                                       |                                                       |                                                       |                                                       |       |       |       |       |       |       |  |  |  |  |  |  |  |  |  |  |  |  |
| Theologie | Theologie | Theologie | Theologie | Theologie | Theologie | Mathematik                                                  | Mathematik                                                  | Mathematik                                                  | Mathematik                                                  | Mathematik                                                  | Mathematik                                                  | Physik | Physik | Physik | Physik | Physik                          | Physik | Politik | Politik | Politik | Politik | Politik | Politik | Ökonomie                                              | Ökonomie                                              | Ökonomie                                              | Ökonomie                                              | Ökonomie                                              | Ökonomie                                              | Ethik | Ethik | Ethik | Ethik | Ethik | Ethik |  |  |  |  |  |  |  |  |  |  |  |  |

### Neuzeit
In der Neuzeit gibt es keine Vertreter der Dihairesis, jedoch liegen dutzende, oft sehr unterschiedliche Interpretationsversuche vor. Die moderne Erforschung begann 1888 mit einer umfangreichen Arbeit von Franz Lukas. Für die spätere Forschung wegweisend war eine 1917 veröffentlichte Untersuchung von Julius Stenzel. In seiner Arbeit Erfahrung und Urteil verwies Edmund Husserl zur Charakterisierung der analytisch-synthetischen Struktur eines prädikativen Urteils in Anlehnung an die aristotelische Definitionslehre auf den Zusammenhang von Synthesis und Dihairesis mit der Frage: „Was ist die Art der Verknüpfung dieser beiden Glieder (d. h. des Terminus S und des Terminus p), die immer schon im Urteil unterschieden werden, inwiefern ist das Urteil Synthesis und Diairesis in eins?“ Im Jahr 1928 hat Hans Leisegang die Dihairesis als einen Hauptvertreter einer bestimmten Art zu denken, er sagt einer „Denkform“, zu identifizieren versucht. Es handelt sich nach Leisegang um die Denkform der hierarchisch geordneten „Begriffspyramide“. Karen Gloy unterschied im Jahr 2001 fünf verschiedene Rationalitätstypen, von denen sie einen den „dihairetischen Rationalitätstypus“ nannte. Dieser sei der im abendländischen Kulturraum vorherrschende und bilde zusammen mit der mathematischen Rationalität seit der Antike das Paradigma unseres Wissenschaftsverständnisses.

#### Moderne Logik

Die Klasse A (z. B. die Klasse der Fischer) ist der Klasse B (Jäger) subsumiert.

In der modernen Logik spielen Einteilungsfragen zwar eine Rolle, doch nehmen moderne Logiker und die Philosophiehistoriker, die sich mit der Geschichte der Logik befassen, sehr selten explizit auf Platons Dihairesis Bezug.
Die Dihairesis berührt Fragen der Aussagenlogik sowie der Schlusslogik. Aus einer Begriffspyramide kann man leicht Aussagen ablesen. Ein Prädikat ist grundsätzlich ein höherer Begriff (Gattungsbegriff), ein Subjekt grundsätzlich ein niederer Begriff (Artbegriff). Ein Schluss, wie erstmals bei Aristoteles formuliert, setzt drei (mittels Einteilung) hierarchisch gegliederte Begriffe in Beziehung: Subjekt, Prädikat, Mittelbegriff. Daraus ist die (zumindest historische) Bedeutung der Dihairesis für jede Art Systematik ersichtlich.
Während Aristoteles die Über- und Unterordnung von Begriffen in seiner Syllogistik systematisierte, geht die moderne Klassische Logik noch einen Schritt weiter. So gilt die aristotelische Syllogistik heute als bloßes Teilsystem der seit 1879 entstehenden Prädikatenlogik. Die seit 1847 entstehende Klassenlogik (sowie seit 1874 die Mengenlehre) bietet ihrerseits eine äußerst genaue und umfassende formale Behandlung des Begriffsumfangs, d. h. der Ober- und Unterordnung von Begriffen (bzw. von „Klassen“ und „Mengen“). So schreibt man in der modernen Klassenlogik für den natürlichsprachlichen Ausdruck „die Klasse der Jäger“ in einer (der vielen) erfundenen künstlichen Sprachen zum Beispiel: {\displaystyle f(x)} (in Worten: „diejenigen {\displaystyle x}, die {\displaystyle f} sind“, wobei {\displaystyle f} für die Jäger steht). Um etwa auszudrücken, dass Sokrates ein Mensch ist, kann man {\displaystyle a\in K} schreiben, wobei {\displaystyle a} für das Individuum Sokrates, {\displaystyle K} für die Klasse der Menschen und {\displaystyle \in } für Element von steht. Ob eine bloß extensionale Klassenlogik die platonische Dihairesis vollständig beschreiben kann, wird kontrovers diskutiert.

#### Kritik und Verteidigung der Dihairesis
In der Moderne wird gegen Platons Dihairesis eingewendet, dass man, um überhaupt einen Begriff in Unterbegriffe teilen zu können, schon ein Vorwissen über diese Struktur brauche, und dass die Einteilungen keiner bestimmten Regel folgten, sondern willkürlich seien. Von Karen Gloy wurden die Beziehung zwischen rein logisch einteilendem System und der Realität (auch: ontologischem System) sowie die Internstruktur des realitätsbezogenen logisch-dihairetischen Systems problematisiert. Sie wies auch auf den geschichtlichen Wandel der Kriterien hin, nach denen Gegenstandsbereiche wie etwa die Pflanzen oder Tiere systematisch eingeteilt werden. Außerdem haben moderne Kritiker generell Wert und Nutzen der Dihairesis in Frage gestellt. Sie sei ohne philosophische Relevanz und aufgrund ihrer Einfachheit wohl für die jüngsten Studenten der platonischen Akademie gedacht gewesen. Ein Hauptvertreter dieser Auffassung ist Gilbert Ryle, dessen Kritik am Wert der Dihairesis stellenweise polemischen Charakter zeigt. Ein weiterer Anhänger dieser Sichtweise ist John R. Trevaskis. Zahlreicher ist aber die Gruppe der Vertreter der Gegenmeinung. Sie nehmen die Dihairesis ernst und verteidigen sie, teilweise äußern sie sogar Bewunderung. Zu dieser Gruppe zählen Carl Prantl, Joseph Maria Bocheński, Franz Lukas, Julius Stenzel, Julius M. E. Moravcsik, James A. Philip und John Lloyd Ackrill.